# Благодать (гора)
Благода́ть (устар. «Благодать-гора») — гора в Свердловской области России, на восточном склоне Уральского хребта в черте города Кушва. Получила известность благодаря открытому на ней в 1735 году крупному месторождению магнитного железняка.

## Географическая характеристика
Гора Благодать расположена на восточном склоне Уральского хребта рядом с городом Кушва в муниципальном образовании «Кушвинский городской округ» Свердловской области. В XVIII — начале XX века это было крупнейшее в мире месторождение магнитного железняка. У подножия горы берёт начало река Салда (приток Туры). По восточную сторону горы находится Салдинское болото. Протяжённость горы с севера на юг составляет почти 2,5 километра параллельно Уральскому хребту, от которого гора Благодать находится в 20 километрах.
Изначально гора имела три вершины. К началу XX века осталась только одна вершина, на которой была установлена часовня во имя Преображения Господня и памятник первооткрывателю месторождения Степану Чумпину. В начале XX века высота горы над уровнем моря составляла 385 метра.
Благодать относится к типу так называемых «Железных гор». Западный склон горы, сложенный из порфировидных зеленокаменных горных пород, не содержит залежей магнитного железняка. На вершине и по восточному склону находились многочисленные залежи магнитного железняка в виде громадных неправильных штоков и жил. Магнитный железняк этих жил имел разнообразное строение: он мог быть плотным и мелкозернистым, рассыпавшимся в виде порошка или быть в виде валунов.

## История
Месторождение магнитного железняка на горе Благодати было открыто охотником вогулом Степаном Чумпиным. Весной 1735 года он явился к горному чиновнику Сергею Ярцеву и представил несколько кусков магнитной руды из горы добытых на берегу реки Кушва. В июне 1735 года месторождение осматривал представитель Уральской горнозаводской администрации горный инженер Е. М. Арцыбашев совместно с геодезистом В. Шишковым. Вскоре эта гора была исследована и там было обнаружено крупнейшее месторождение, причём магнитная руда была очень высокого качества. В сентябре 1735 года гору посетил начальник заводов В. Н. Татищев и дал ей название Благодать в честь императрицы Анны Иоанновны (Анна переводится с древнееврейского языка как благодатная). Осенью того же года здесь началось строительство горных заводов. Тогда же был основан город Кушва.
Согласно легенде, Степан Чумпин был сожжён своими соплеменниками за то, что выдал казённым людям тайну горы. В память об этом на вершине горы в 1826 (по другим данным, в 1830) году был поставлен памятник. Однако документально версия о том, что Чумпина действительно сожгли, не подтверждена.
В 1735 году Благодать была отдана в собственность генерал-берг-директору Шембергу, обязавшемуся оплатить стоимость заводских строений и припасов. Разработка месторождения активно развивалась. Шемберг не выплатил обещанных денег, и гора вместе с заводами была у него отобрана. В 1754 году Благодать была передана графу П. И. Шувалову, также обязавшемуся оплатить долг казне. После его смерти в 1763 году за долги Гороблагодатские заводы и гора вновь отошли в казну от наследника П. И. Шувалова, его сына графа А. П. Шувалова.
В июле 1770 года гору осмотрел П. С. Паллас в ходе своей экспедиции. Академик отметил легкоплавкость гороблагодатской руды и высокое содержание железа.
В 1870 году после посещения уральских заводов австрийский металлург П. фон Туррен отмечал, что «только в двух… горах — Высокой и Благодати и их ближайших окрестностях, по самому умеренному расчёту, заключаются такие запасы весьма богатого и чистого магнитного железняка, которые достанут на тысячу лет, если вынимать ежегодно более 40 или 50 миллионов пудов руды. Это — громадное богатство.».
В 1899 году в ходе экспедиции по Уралу рудник посетил Д. И. Менделеев. В его отчёте указывалось на высокий уровень ведения горных работ на месторождении, а также на преимущества обжига руды перед плавкой с целью снижения содержания серы.

### Разработка месторождения

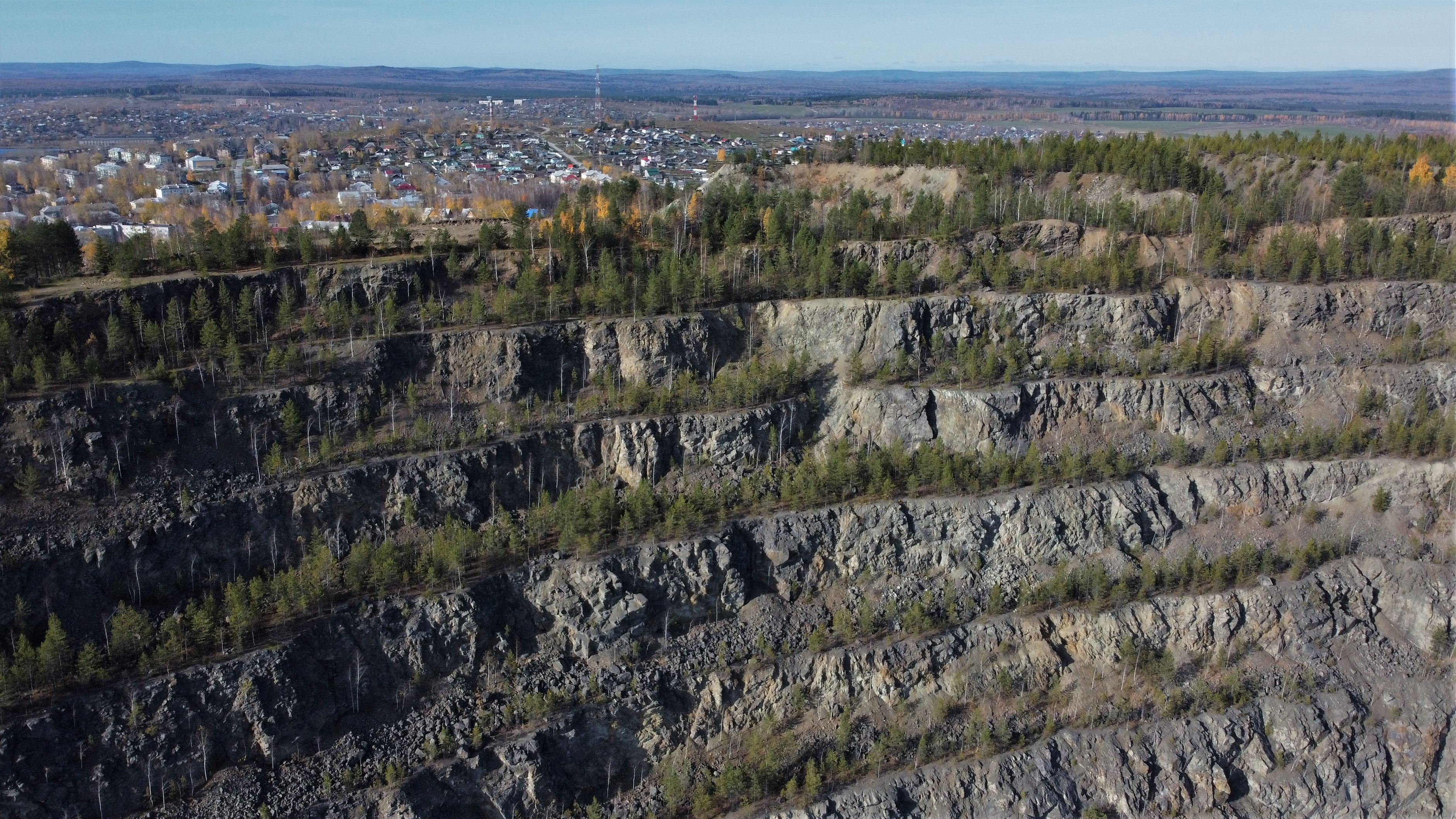
Вид на выработанный карьер и Кушву

Разработка месторождения началась с поверхности из-за более высокого (до 58 %) содержания железа в руде. Выплавляемый из гороблагодатской руды металл имел высокое качество благодаря природным примесям хрома, титана и марганца в руде. В период с 1730-х до 1830-х годов на Гороблагодатском руднике было добыто 1,2 млн т руды с себестоимостью 3—4 копейки за пуд.
К началу 2000-х годов суммарный объём добычи на месторождении достиг 150 млн т руды. К этому времени среднее содержание железа в добываемой руде составляло около 30 %.
В 2003 году рудник был закрыт из-за того, что месторождение оказалось почти полностью выработано. Сейчас на месте центральной части находится карьер диаметром около километра и глубиной до 315 метров. Закрытие градообразующего рудника негативно сказалось на экономике Кушвы.

## Достопримечательности

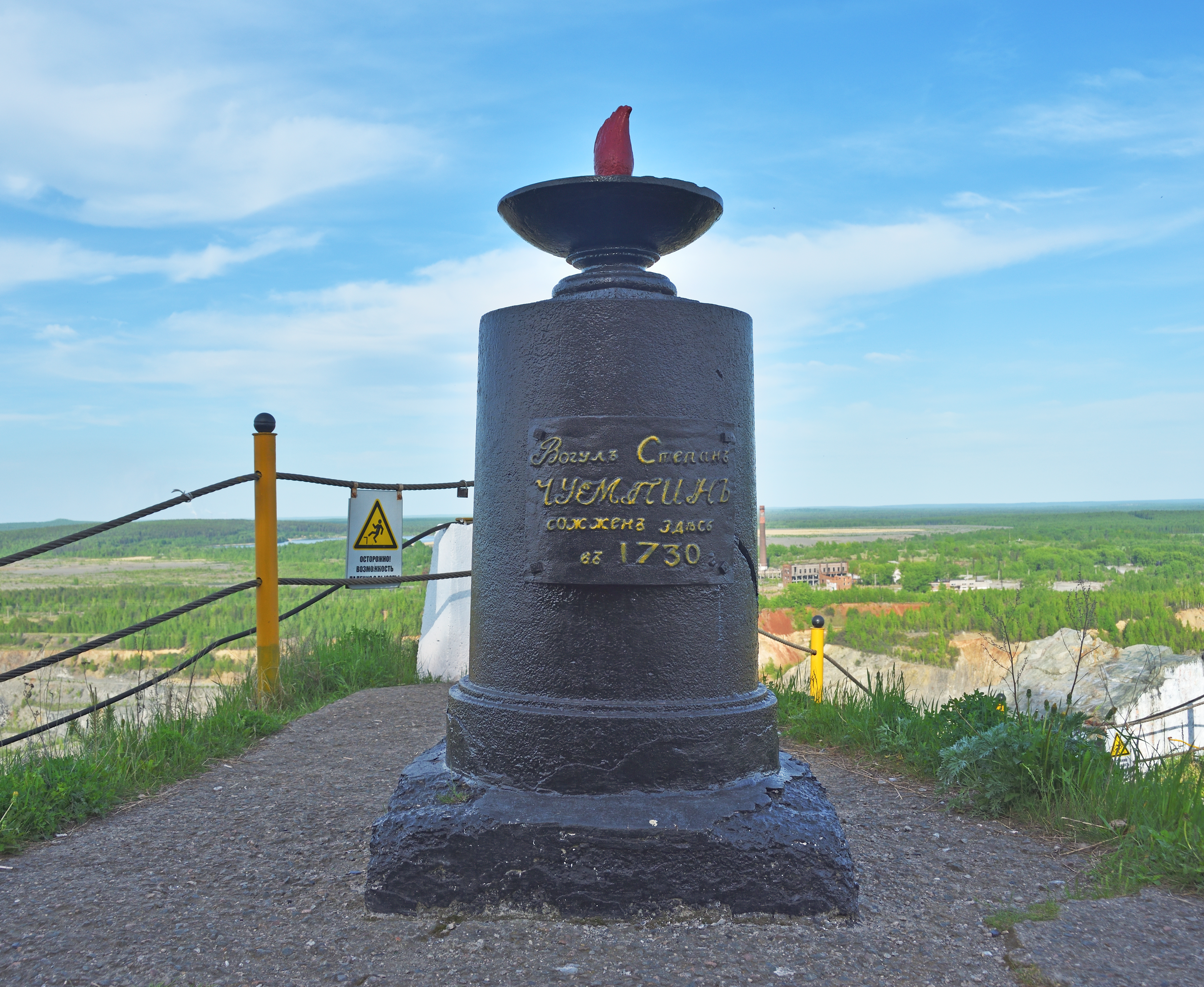
Памятник С. Чумпину

### Памятник Степану Чумпину
Памятник, посвящённый первооткрывателю месторождения Степану Чумпину, был установлен на вершине горы Благодать в 1826 году. В XX веке памятник был перемещён на новое место на краю карьера. Памятник представляет собой чугунную тумбу, на вершине которой установлена металлическая чаша с вырывающимися языками пламени. Надпись на памятнике гласит: «Вогул Степан Чумпин сожжён здесь в 1730 году». Сам факт сожжения вогула историками оспаривается.

### Часовня Преображения Господня (не сохранилась)
Часовня, освящённая во имя Преображения Господня, находилась на вершине горы Благодать. Она стояла на деревянном помосте, установленном на конусообразной пирамиде из магнитного железняка. Ежегодно в праздник Преображения Господня к часовне совершался крёстный ход. В XX веке часовня была снесена.

## Гора Благодать в культуре
- О горе Благодать П. П. Бажов писал в своём рассказе «Про главного вора»[23]:

А в те годы самый большой разговор был о горе Благодати. Какой-то, сказывают, охотник принес камешки с этой горы в наш город и показал горному начальству. Те видят — железная руда самого высокого сорту, живо нарядили знающих людей поглядеть на место. Оказалось — вся гора из сплошной руды.
- В 1890 году эту вершину изобразил на одной из своих картин художник А. М. Васнецов. В 1910 году фотограф С. М. Прокудин-Горский запечатлел гору Благодать на нескольких снимках.
- Полностью легенда про Степана и гору Благодать изложена в рассказе Е. А. Пермяка «Быль-небыль про Железную гору»[24]. Автор также передаёт факт сожжения главного героя своими соплеменниками — но в качестве мести за поруганные языческие святыни.
- В романе В. С. Пикуля «Слово и дело» часть действия развивается вокруг горы Благодать.

## Галерея

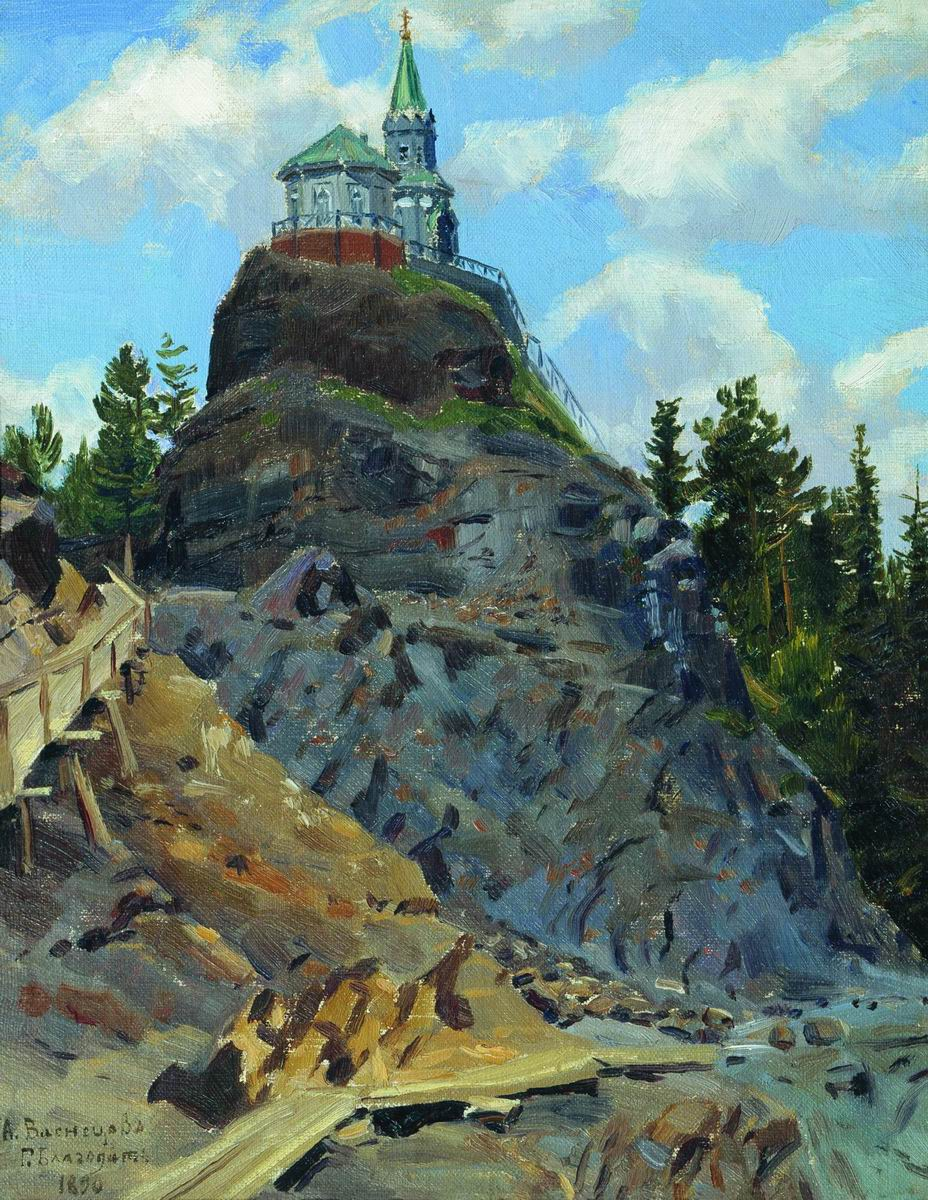
А. М. Васнецов. Гора Благодать. 1890 год
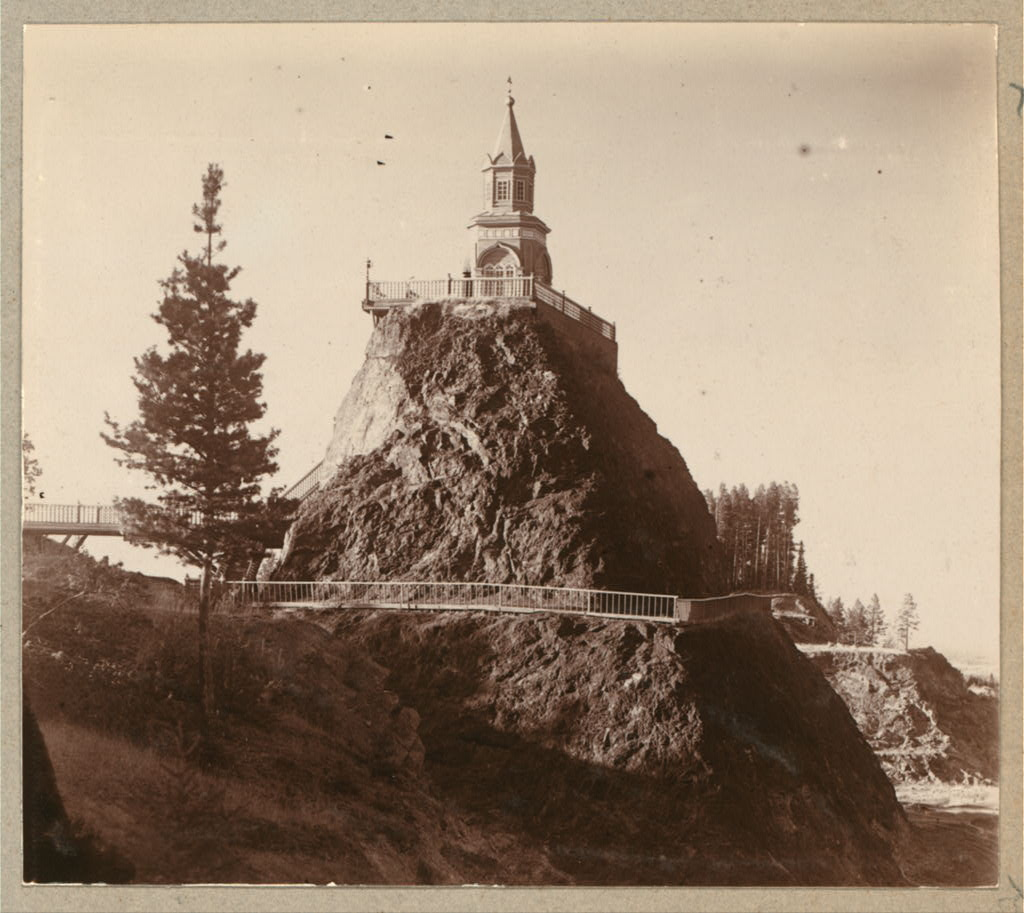
Часовня на вершине горы в 1910 году. Фото С. М. Прокудина-Горского
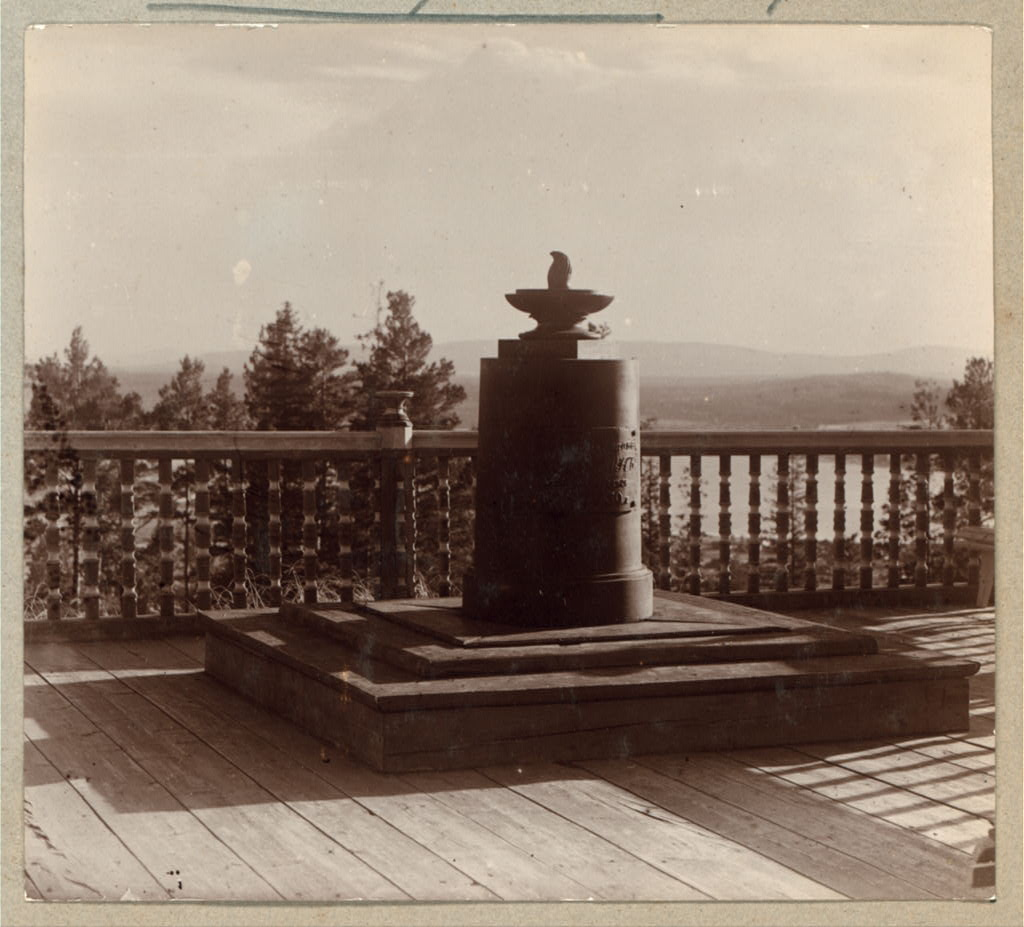
Памятник С. Чумпину в 1910 году. Фото С. М. Прокудина-Горского
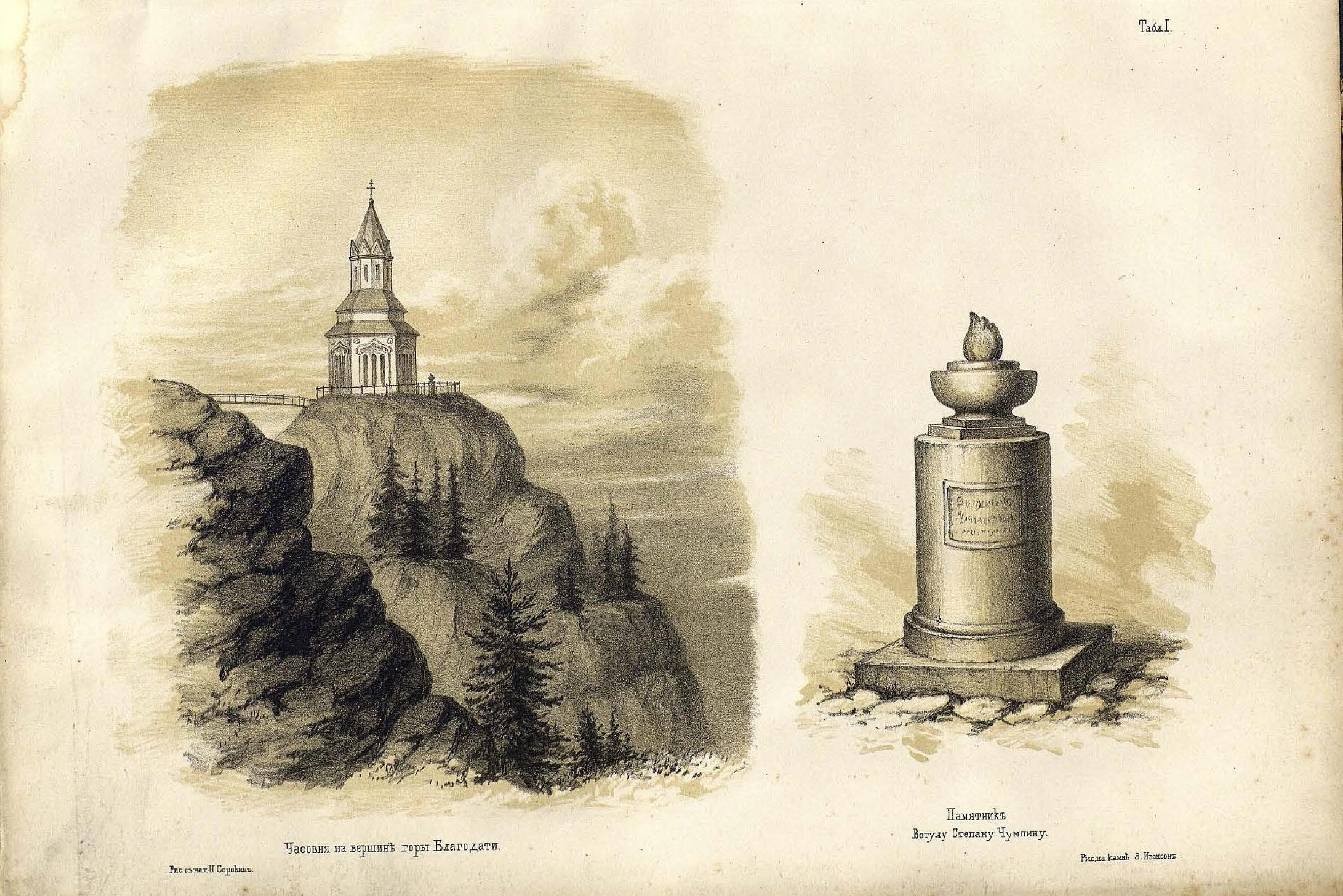
Часовня и памятник. Фрагмент из книги Н. Сорокина «Путешествие к вогулам» (1873).
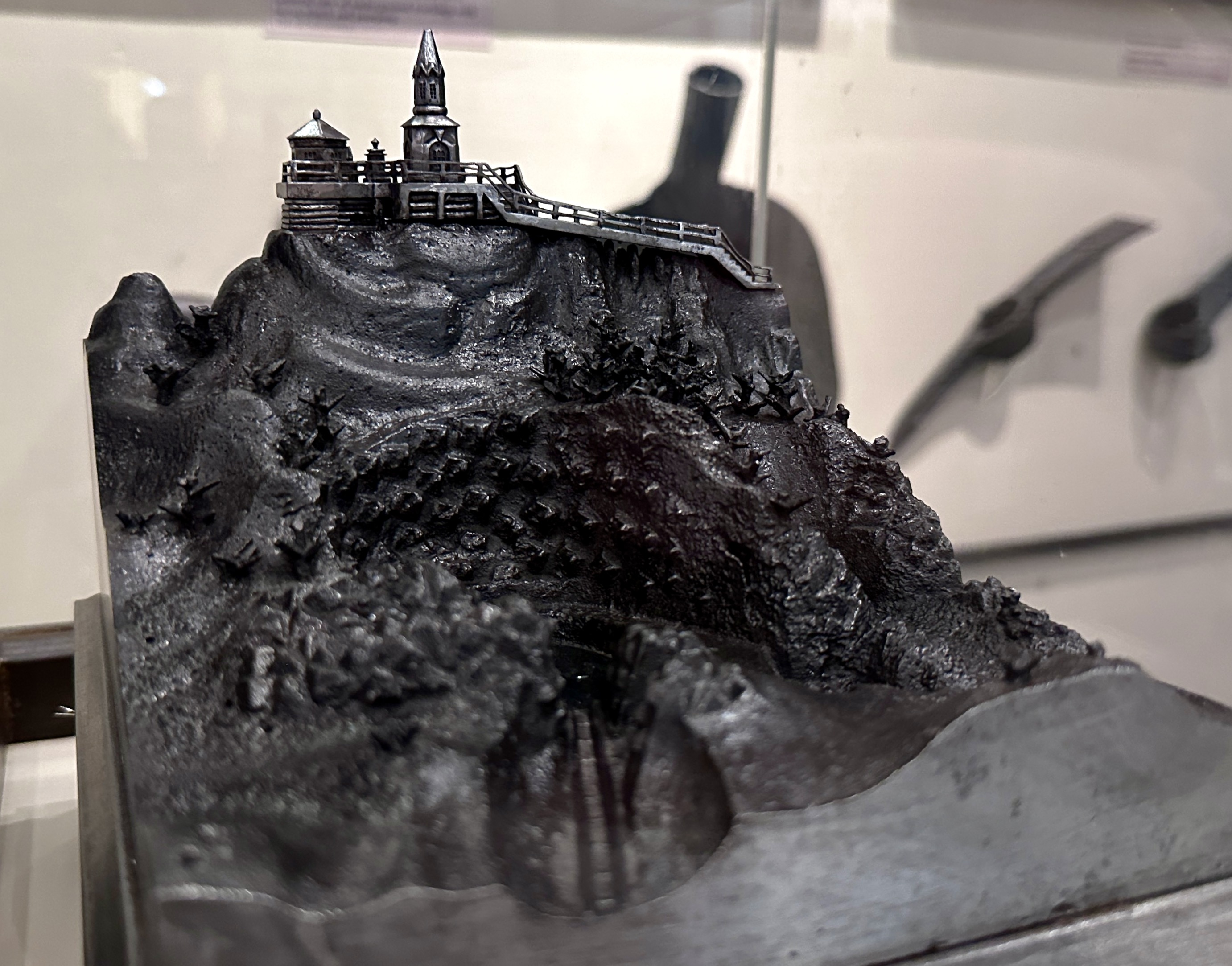
Модель горы в Музее истории и археологии Урала
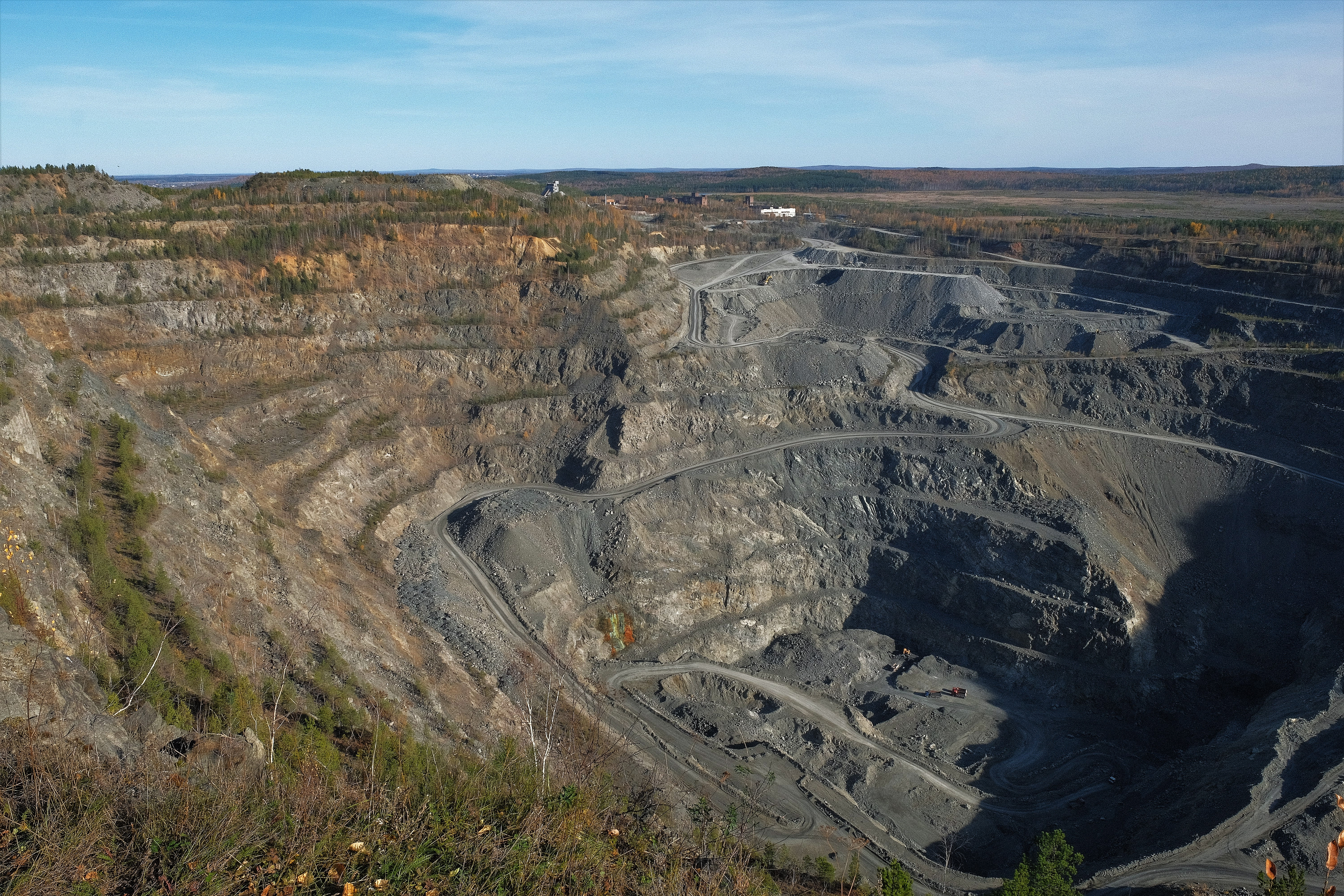
Выработанный карьер на месте горы. 2020 год